# Parambassis confinis
Parambassis confinis és una espècie de peix pertanyent a la família dels ambàssids.

## Descripció
- Fa 10 cm de llargària màxima.
- 8 espines i 10 radis tous a l'aleta dorsal.
- 3 espines i 9-10 radis tous a l'aleta anal.[6][7]

## Hàbitat
És un peix d'aigua dolça, demersal i de clima tropical (22 °C-28 °C; 1 °S-6 °S).

## Distribució geogràfica
Es troba a Nova Guinea.

## Observacions
És inofensiu per als humans.